# Alan Clark (politiker)
Alan Clark, född 13 april 1928 i London, död 5 september 1999 på Saltwood Castle i Saltwood, Kent, var en brittisk politiker och militärhistoriker. Han tillhörde Konservativa partiet, och satt i parlamentet mellan 1974 och 1992, med en sista period 1 maj 1997 till sin död 5 september 1999.
Clark, som var känd som en färgstark och icke-konformistisk person, är den ende parlamentsledamot som officiellt anklagats för att ha varit full i talarstolen (at the dispatch box). Han är också känd för ett stort antal kontroversiella uttalanden, som kommentaren att "Vi behöver inga nya jävla idéer", och att "Den enda lösningen är att döda 600 personer över en natt" (om lösningen på IRA-frågan). Andra kontroverser från hans tid inom politiken gäller bl.a. hans informella möte 1982 med den dåvarande ledaren för British National Party, John Tyndall, liksom hans kontakter med historierevisionisten David Irving.
Under sin tid som exportminister (1986-1989) gjorde han sig delvis ansvarig för Storbritanniens hemliga vapenleveranser till Irak, något som avslöjades 1991 i rättegången mot maskintillverkaren Matrix Churchill, därefter i utredningen The Scott Report. I samband med detta fällde han det kontroversiella uttalandet att "det stod klart för mig att västländernas intressen tjänade stort på att Iran och Irak krigade mot varandra".
Under sin tid i parlamentet skrev han utförliga dagböcker, vilka kom att ges ut i tre volymer (varav två efter hans död). För dessa har han kommit att kallas "vår tids Samuel Pepys". Dagböckerna låg till grund för en BBC-filmatisering i sex delar år 2004. Han gav 1998 också ut en bok om Konservativa partiets historia under titeln The Tories: Conservatives and the Nation State 1922-1997.